# Bryum colombi
Bryum colombi là một loài rêu trong họ Bryaceae. Loài này được Meyl. mô tả khoa học đầu tiên năm 1907.